# Summer World University Games 2025/Schwimmen
Bei den Summer World University Games 2025 wurden 42 Wettkämpfe im Schwimmen ausgetragen. Wettkampfstätte war die Schwimm- und Sprunghalle im Europasportpark in Berlin.

## Bilanz

### Medaillenspiegel
| Platz  | Land                           | 00 | 00 | 00 | Gesamt |
| ------ | ------------------------------ | -- | -- | -- | ------ |
| 1      | Vereinigte Staaten             | 27 | 12 | 11 | 50     |
| 2      | Japan                          | 3  | 5  | 7  | 15     |
| 3      | Italien                        | 3  | 4  | 6  | 13     |
| 4      | Individuelle Neutrale Athleten | 3  | 2  | 1  | 6      |
| 5      | Südafrika                      | 2  | 2  | 4  | 8      |
| 6      | China                          | 1  | 3  | –  | 4      |
| 7      | Portugal                       | 1  | 1  | –  | 2      |
| 8      | Tschechien                     | 1  | –  | –  | 1      |
| 8      | Kirgisistan                    | 1  | –  | –  | 1      |
| 10     | Polen                          | –  | 4  | 3  | 7      |
| 11     | Südkorea                       | –  | 1  | 2  | 3      |
| 12     | Australien                     | –  | 1  | 1  | 2      |
| 12     | Frankreich                     | –  | 1  | 1  | 2      |
| 12     | Usbekistan                     | –  | 1  | 1  | 2      |
| 15     | Chinesisch Taipeh              | –  | 1  | –  | 1      |
| 15     | Deutschland                    | –  | 1  | –  | 1      |
| 15     | Hongkong                       | –  | 1  | –  | 1      |
| 15     | Ungarn                         | –  | 1  | –  | 1      |
| 15     | Malaysia                       | –  | 1  | –  | 1      |
| 20     | Kanada                         | –  | –  | 2  | 2      |
| 21     | Brasilien                      | –  | –  | 1  | 1      |
| 21     | Litauen                        | –  | –  | 1  | 1      |
| 21     | Spanien                        | –  | –  | 1  | 1      |
| Gesamt | Gesamt                         | 42 | 42 | 42 | 126    |

### Medaillengewinner

#### Männer
| Disziplin           | Gold | Silber | Bronze |
| ------------------- | --- | --- | --- |
| 50 m Freistil       | Matthew King | Giovanni Guatti | Jokūbas Keblys |
| 100 m Freistil      | Matthew King | Pieter Coetze | Alexander Schtschogolew                                                                                                |
| 200 m Freistil      | Jacob Mitchell | Nikolai Kolesnikow | Baylor Nelson |
| 400 m Freistil      | Nikolai Kolesnikow | Khiew Hoe Yean | Ryan Erisman |
| 800 m Freistil      | Alexander Stepanow | Tommaso Griffante | Ryan Erisman |
| 1500 m Freistil     | Alexander Stepanow | Ivan Giovannoni | Davide Marchello |
| 50 m Brust          | Federico Rizzardi | Reo Okura | Dawid Wiekiera |
| 100 m Brust         | Denis Petraschow | Dawid Wiekiera | Benjamin Delmar |
| 200 m Brust         | Benjamin Delmar | Adam Mak | Dawid Wiekiera |
| 50 m Rücken         | Pieter Coetze | Yoon Ji-hwan | Daniel Diehl |
| 100 m Rücken        | Pieter Coetze | William Modglin | Daniel Diehl |
| 200 m Rücken        | Daniel Diehl | David King | Mathys Chouchaoui |
| 50 m Schmetterling  | Simone Stefani | Eldorbek Usmonov | Lorenzo Gargani |
| 100 m Schmetterling | Gianmarco Sansone | Björn Kammann | Eldorbek Usmonov |
| 200 m Schmetterling | Jack Dahlgren | Wang Kuan-hung | Mason Laur |
| 200 m Lagen         | Takumi Mori | Mitchell Schott | Yuta Watanabe |
| 400 m Lagen         | Takumi Mori | Riku Yamaguchi | Baylor Nelson |
| 4 × 100 m Freistil  | Vereinigte StaatenMitchell Schott Owen McDonald David King Matthew King (Finale) Camden Taylor (Vorlauf)                                                                               | JapanTakaki Hara Yuta Watanabe Konosuke Yanagimoto Takumi Mori (Finale) Shoon Misunaga (Vorlauf)                                                                                     | BrasilienLucas Costa Kaique de Morais Vinicius Tavares Pedro Buch e Grahl (Finale) Theo Garcia (Vorlauf)               |
| 4 × 200 m Freistil  | Vereinigte StaatenMitchell Schott Jack Dahlgren Baylor Nelson (Finale) Jake Mitchell (Finale) Owen West (Vorlauf) Ryan Erisman (Vorlauf)                                               | Individuelle Neutrale AthletenNikolai Kolesnikow Alexander Schtschogolew Dmitri Schaworonkow Alexander Stepanow (Finale) Roman Akimow (Vorlauf)                                      | JapanTakumi Mori Konosuke Yanagimoto Hiroto Shimizu Takaki Hara (Finale) Yuta Watanabe (Vorlauf)                       |
| 4 × 100 m Lagen     | Vereinigte StaatenWilliam Modglin Benjamin Delmar Kamal Muhammad Matthew King Owen McDonald (Vorlauf) Nathaniel Germonprez (Vorlauf) Matthew Klinge (Vorlauf) Mitchel Schott (Vorlauf) | ItalienPietro Ubertalli Alessandro Fusco Gianmarco Sansone Lorenzo Actis Dato Simone Stefani (Vorlauf) Flavio Mangiamele (Vorlauf) Michele Busa (Vorlauf) Giovanni Caserta (Vorlauf) | JapanTakaki Hara Yuga Nishimura (Finale) Reo Okura (Finale) Riku Kitagawa Yūsuke Satō (Vorlauf) Yuma Yoshida (Vorlauf) |

#### Frauen
| Disziplin           | Gold | Silber | Bronze |
| ------------------- | --- | --- | --- |
| 50 m Freistil       | Maxine Parker | Julia Dennis | Olivia Nel |
| 100 m Freistil      | Ai Yanhan | Lison Nowaczyk | Maxine Parker |
| 200 m Freistil      | Cavan Gormsen | Ai Yanhan | Isabel Ivey |
| 400 m Freistil      | Francisca Martins | Cavan Gormsen | Michaela Mattes |
| 800 m Freistil      | Mila Nikanorov | Francisca Soares | Ruka Takezawa |
| 1500 m Freistil     | Kate Hurst | Genevieve Jorgenson | Niko Aoki |
| 50 m Brust          | Emma Weber | Lara van Niekerk | Barbara Mazurkiewicz |
| 100 m Brust         | Emma Weber | Barbara Mazurkiewicz | Shona Branton |
| 200 m Brust         | Yumeno Kusuda | Yuyumi Obatake | Aina Fernández |
| 50 m Rücken         | Leah Shackley | Kennedy Noble | Olivia Nel |
| 100 m Rücken        | Helen Noble | Leah Shackley | Lee Eun-ji |
| 200 m Rücken        | Leah Shackley | Helen Noble | Lee Eun-ji |
| 50 m Schmetterling  | Daryna Nabojčenko | Josephine Crimmins | Viola Scotto Di Carlo |
| 100 m Schmetterling | Leah Shackley | Beatrix Tankó | Josephine Crimmins |
| 200 m Schmetterling | Tessa Howley | Lindsay Looney | Paola Borrelli |
| 200 m Lagen         | Leah Hayes | Teagan O'Dell | Ashley McMillan |
| 400 m Lagen         | Leah Hayes | Teegan McGuire | Ayami Suzuki |
| 4 × 100 m Freistil  | Vereinigte StaatenCaroline Larsen Julia Dennis Isabel Ivey Maxine Parker (Finale) Leah Hayes (Vorlauf)                                                         | ChinaLiu Shuhan Ge Chutong Yu Liyan Ai Yanhan | ItalienGiulia D’Innocenzo Federica Toma Viola Scotto Di Carlo Agata Ambler |
| 4 × 200 m Freistil  | Vereinigte StaatenLeah Hayes Cavan Gormsen Lindsay Looney Isabel Ivey (Finale) Michaela Mattes (Vorlauf)                                                       | ChinaGe Chutong Yu Liyan Liu Shuhan Ai Yanhan | JapanRuka Takezawa (Finale) Rio Suzuki Hanane Hironaka Kanon Nagao (Finale) Riko Sawano (Vorlauf) Sakura Ohshima (Vorlauf)                                                             |
| 4 × 100 m Lagen     | Vereinigte StaatenKennedy Noble Emma Weber Leah Shackley Maxine Parker Teagan O'Dell (Vorlauf) Leah Hayes (Vorlauf) Ella Welch (Vorlauf) Isabel Ivey (Vorlauf) | PolenBarbara Mazurkiewicz Adela Piskorska (Finale) Wiktoria Piotrowska (Finale) Julia Maik (Finale) Natalia Janiszewska (Vorlauf) Gabriela Król (Vorlauf) Aleksandra Polańska (Vorlauf) | ItalienFederica Toma Francesca Zucca Viola Scotto Di Carlo Agata Ambler Francesca Pasquino (Vorlauf) Chiara Della Corte (Vorlauf) Giulia Caprai (Vorlauf) Giulia D’Innocenzo (Vorlauf) |

#### Mixed
| Disziplin          | Gold | Silber | Bronze |
| ------------------ | --- | --- | --- |
| 4 × 100 m Freistil | Vereinigte StaatenMatthew King David King Isabel Ivey Maxine Parker Owen McDonald (Vorlauf) Mitchell Schott (Vorlauf) Caroline Larsen (Vorlauf) Julia Dennis (Vorlauf)       | JapanTakumi Mori (Finale) Takaki Hara (Finale) Ayu Mizoguchi Rio Suzuki (Finale) Konosuke Yanagimoto (Vorlauf) Yuta Watanabe (Vorlauf) Sakura Ohshima (Vorlauf)                        | SüdafrikaGuy Brooks Olivia Nel Ruard van Renen (Finale) Michaela de Villiers (Finale) Owethu Mahan (Vorlauf) Georgia Nel (Vorlauf) |
| 4 × 100 m Lagen    | Vereinigte StaatenWilliam Modglin Benjamin Delmar Leah Shackley Maxine Parker David King (Vorlauf) Nathaniel Germonprez (Vorlauf) Ella Welch (Vorlauf) Isabel Ivey (Vorlauf) | PolenAdela Piskorska Dawid Wiekiera Adrian Jaskiewicz Julia Maik Aleksander Sienkiewicz (Vorlauf) Barbara Mazurkiewicz (Vorlauf) Wiktoria Piotrowska (Vorlauf) Dominik Dudys (Vorlauf) | SüdafrikaRuard van Renen Simone Moll Guy Brooks Olivia Nel (Finale) Michaela de Villiers (Vorlauf)                                 |